# Critola av Kyrene
Critola, död 500-talet f.Kr., var en prinsessa av Kyrene, dotter till kung Arcesilaus I  av Kyrene. 